# Doom 3
 Doom 3 (укр. Фатум, Загибель, Приреченість 3) — відеогра жанру науково-фантастичного шутера від першої особи, розроблена «id Software» та видана «Activision» в 2004 році. Є рімейком Doom 1993 року. В СНД була локалізована і видана російською мовою компанією 1С. Гра була розроблена для операційних систем Microsoft Windows, GNU/Linux в серпні-жовтні 2004 року, а через п'ять місяців її також випустили на Mac OS X (портована компанією Aspyr) і Xbox (розроблена спільно з Vicarious Visions). Версія для Xbox за графікою схожа (з меншою деталізованістю) на оригінал, але в ній наявний додатковий кооперативний режим для двох гравців.
У 2005 році було також випущено додаток, Doom 3: Resurrection of Evil, розроблений спільно id Software і Nerve Software.
Події гри відбуваються в 2145 році в науково-дослідному центрі Об'єднаної Аерокосмічної Корпорації (UAC), розташованому на планеті Марс, повторюючи сюжет первісної гри Doom, але з новими подробицями.

## Ігровий процес
Гравець керує бійцем, який самотужки бореться з демонами і чудовиськами шляхом стрілянини. Приміщення, якими блукає протагоніст, здебільшого темні, тому там доводиться користуватися ліхтариком. Особливістю гри є те, що ліхтариком не можна користуватися одночасно зі зброєю. Цим же користуються вороги, нападаючи в темряві, коли світло раптово вимикається, вискакуючи з уже пройдених приміщень позаду.
Гра має три рівні складності: «Рекрут», «Морпіх», «Ветеран» і «Жахіття». Кожний наступний з них передбачає більшу кількість ворогів і завдаваних ними протагоністу ушкоджень. На рівні «Жахіття» персонаж додатково не може лікуватися, крім як на станціях лікування в окремих місцях, і артефактом Душекубом.
Персонаж гравця має розширений, у порівнянні з попередніми іграми, арсенал зброї та обладнання: Кулаки, Ліхтарик, Пістолет, Дробовик, Автомат MG-88 (у точному перекладі кулемет (з англ. machine gun)), Кулемет Mach-2 (Chaingun), Плазмова рушниця, Ракетомет, BFG 9000, Ланцюгова пила, Гранати, Душекуб.
На відміну від попередніх ігор id, у Doom 3 присутні скриптові сцени, що готують гравця до дій. Приблизно як і в інших науково-фантастичних іграх-фільмах жахів, таких як System Shock, System Shock 2 і Aliens versus Predator 2, по базі розкидані сотні текстових, аудіо- чи відеоповідомлень. Повідомлення являють собою внутрішню електронну пошту і аудіоповідомлення, якими обмінюються співробітники лабораторій, адміністратори, обслуговчий персонал і співробітники служби безпеки марсіанської бази. Повідомлення показують почуття і турботи людей на марсіанській базі й відкривають інформацію про події, що відбуваються в грі. Відеокабінки й телевізійні екрани показують планетарні новини, державну пропаганду, інформацію для відвідувачів і технічну інформацію про базу.

## Сюжет
Як і в сюжеті першої Doom, гра сфокусована на солдаті, який прибув на Марс і призначений на звичайну посаду. Але цього разу id Software найняла професійного письменника-фантаста Метью Костелло (Matthew Costello), щоб він написав сценарій і допоміг створити розкадрування для всієї гри. Id сфокусувала зусилля на переказі історії і створенні напруженого почуття жаху. Події й атмосфера гри пронизані духом фільмів Джеймса Кемерона «Чужі» і Живі мерці Джорджа Ромеро.

### Передісторія
Історія Doom 3 сконцентрована на відкритті стародавніх руїн на поверхні Марса. В табличках, знайдені на цих ділянках розкопок, записано, як стародавня марсіанська раса розробила одну з форм технології телепортації. Створивши пристрій телепорту, вони зацікавилися виміром, крізь який відбувається переміщення. Прагнучи вивчити це загадкове місце, вони сконструювали ще один телепорт (ворота), які переміщують матерію в цей вимір і назад. Активувавши другий телепорт, вони надто пізно усвідомили, що цей вимір є Пеклом і воно стало поглинати їхній світ. Після вторгнення демонів ця раса, пожертвувавши своїми життями, створила зброю, відому як Душекуб. Цей куб, будучи зарядженим душами майже всіх членів раси, був використаний їх найсильнішим воїном для перемоги над демонами і для того, щоб замкнути їх у Пеклі.
Зробивши це, залишки іншопланетної раси написали на кам'яних скрижалях попередження всім, хто в майбутньому прилетить на Марс, не відтворювати цю технологію, щоб уникнути відкриття інших брам до Пекла. Після цього вони, рятуючись з Марса, перемістилися у невідоме місце; існують натяки, що як мінімум деякі з них перебралися на Землю і що люди є їхніми нащадками. Також згадується, що давно демони населяли Землю, але з невідомих причин покинули її, і тепер хочуть повернути назад.
UAC, виявивши Душекуб і застереження, використала письмові знання та технічну інформацію, які містилися в кам'яних скрижалях, для відтворення тієї ж технології телепортації, що і марсіани. Після того, як вчені виявили, що вони відкрили ворота в Пекло, вони вирішують продовжувати дослідження далі (підтримувані їхнім керівником Малькольмом Бетруґером (Betrüger в перекладі з німецької — брехун, обманщик)), посилаючи туди команди і навіть захоплюючи живі екземпляри «місцевої фауни» ціною великих людських втрат. Портальні експерименти також здійснюють дивні та тривожні ефекти на персонал дослідного комплексу Дельта, в якому ці експерименти проводилися. Вчені та робітники, які перебували в невіданні про природу робіт, що проводяться доктором Бетруґером і його командою, часто повідомляють про дивні феномени і підозрілі виробничі нещасні випадки. Дух параної і страху поширюється базою, змушуючи багатьох робітників просити про більшу присутність солдатів і зброї, доступної для них самих.

### Події гри

Кадр зі гри Doom 3, яка використовує ігровий рушій Id Tech 4, можна побачити попіксельно тінь на обличчі й тілі зомбі, а також на стіні праворуч від нього

Рівні: Mars City, Mars City Underground: Union Aerospace Subsystems, Mars City: Union Aerospace Corporate Division, Administration: Union Aerospace Corporate Division, Alpha Labs — Sector 1: Union Aerospace Science Division, Alpha Labs — Sector 2: Union Aerospace Science Division, Alpha Labs — Sector 3: Union Aerospace Science Division, Alpha Labs — Sector 4: Union Aerospace Science Division, Enpro Plant: Energy Processing and Storage, Communications Transfer: Maintenance and Transfer Station, Communications: Central Communications Tower, Monorail Skybridge: Facility Transport, Recycling — Sector 2: Waste Recycling Center, Monorail: Facility Transport, Delta Labs — Level 1: Union Aerospace Research Division, Delta Labs — Level 2a: Union Aerospace Research Division, Delta Labs — Level 2b: Union Aerospace Research Division, Delta Labs — Level 3: Union Aerospace Research Division, Delta Labs — Level 4: Union Aerospace Research Division, Hell, Delta Complex: Union Aerospace Research Division, Central Processing: Processing Distribution Center, Central Processing: Primary Server Bank, Site 3: Analysis Facility, Caverns — Area 1: Excavation Transfer, Caverns — Area 2: Artifact Excavation, Primary Excavation: Artifact Dig
Бетруґер забирає Душекуб в Пекло, очевидно, уклавши якусь угоду зі створіннями, що живуть там. Під його керівництвом демони знову вторгаються на Марс, впевнені, що єдиний ключ до їхньої поразки був у їхніх руках. Вторгнення Пекла на марсіанську базу вириває зі світу демонів безліч безтілесних загублених душ, що пожирають душі населення бази і роблять їх частиною Пекла, представленого численними зомбі й жахливо знівеченими людиноподібними організмами. Тих же, хто пережив вторгнення Пекла, демонічні сили деморалізують і спотворюють на власний розсуд. Більша частина солдатів, які вижили після першої хвилі атаки, за лічені години знищуються демонами і їх породженнями.
Одна людина, безіменний капрал (у романах за мотивами Doom 3 названий Джон Кейн), яким управляє гравець, виживає при цій атаці й з боєм просувається базою. Він дізнається, що Бетруґер вирішив розбити підкріплення, які були на шляху до Марса, і використати їхні кораблі для того, щоб доставити Пекло на Землю і поглинути її. Капрал також дізнається про Душекуб і про портал в Пекло, де був захований артефакт.
Бетруґер використовує технологію телепортації для переміщення морпіхів у Пекло, де, як він сподівався, того чекає смерть від орд демонів. Морпіх, долаючи свої страхи, з боєм пробивається через них і перемагає Вартового пекла, величезного сліпого демона, який використовує менших створінь, що іменуються «шукачами», для того, щоб «бачити». Після цього боєць забирає Душекуб назад на Марс, де дізнається, що хоча його дії позбавили Бетруґера можливості використовувати технологію телепортації, Пекло утворило природний портал до свого виміру в місці розташування руїн зниклої цивілізації. Там він за допомогою Душекуба перемагає «найсильнішого воїна пекла», Кібердемона, що охороняє пекельну діру. Після перемоги над Кібердемоном Душекуб виривається з рук головного героя і падає в пекельну діру, закриваючи її.
Фінальна сцена показує головного героя, єдиного, хто залишився в живих на марсіанській базі, що рятується прибулим флотом. Бетруґер же, що опинився в Пеклі та перевтілився в драконоподібного демона на ім'я Маледикт, люто кричить через свою поразку.

## Головні персонажі гри
Капрал — новоприбулий охоронець, головний герой гри. Мабуть єдиний, хто вцілів у цій трагедії. В кінці гри його знаходять морпіхи пошуково-рятувальної групи.
Радник Елліот Свонн — генеральний інспектор UAC, що прибув разом зі своїм охоронцем сержантом Джеком Кемпбеллом та головним героєм за наказом Ради директорів UAC для проведення розслідування діяльності бази після зростання смертельних випадків на ній. Пізніше Джон знаходить важко пораненого Елліота у Вестибюлі адміністрації у локації «Комплекс Дельта». В кінці гри у відео показують, як тіло Свонна знаходять морпіхи пошуково-рятувальної групи.
Джек Кемпбелл — особистий охоронець Елліота Свонна. Після виявлення Свонна протагоніст знаходить Кемпбелла смертельно пораненим сержантом Келлі у локації «Головний процесор». Джек попереджує головного героя, що Келлі заволодів його BFG, а згодом він помирає.
Доктор Малькольм Бетруґер — керівник наукових досліджень UAC на Марсі. Він же головний винуватець трагедії, який перейшов на бік зла.
Майстер-сержант Томас Келлі — командувач служби охорони UAC на Марсі, який пізніше був поневолений демонами і перетворений у Сабаота. В кінці рівня локації «Обчислювальний центр: головний серверний банк» був убитий протагоністом.
Доктор Елізабет МакНіл — головний науковий співробітник UAC. Бетруґер відсилає МакНіл на Землю після того як вона відправила офіційний запит на розслідування становища марсіанської бази UAC, саме через який і приїхав Свонн. Її КПК (який вона, напевно, забула) Джон знаходить в локації "Лабораторії Дельта, рівень 2b". Стає керівником наукових досліджень у доповненні Doom 3: Resurrection of Evil.

## Розробка
У червні 2000 року Джон Кармак (англ. John Carmack) опублікував план, що оголошує про старт ремейка Doom, але з використанням технологій нового покоління. Цей план показав, що в id були суперечки про рішення щодо нових технологій.
Кевін Клауд і Адріан Кармак, двоє з власників id Software, були завжди сильно налаштовані проти створення ремейка Doom. Вони вважали, що id занадто часто поверталася до все тих же старих формул та особливостей. Тим не менше, після теплих відгуків на Return to Castle Wolfenstein і найостанніших поліпшень у технології рендерингу, більша частина співробітників погодилася, що ремейк був правильною ідеєю, і пред'явила Кевіну і Адріану ультиматум: «Дозвольте нам зробити ремейк Doom або звільніть нас» (серед пред'явників ультиматуму був і Джон Кармак). Після досить безболісної конфронтації (хоча художник Пол Стід (Paul Steed), один з ініціаторів, у відплату за це був звільнений) було укладено угоду про роботу над Doom 3.
Згідно з Джоном Кармаком, головним розробником графічного рушія гри в компанії id, «триніжком» особливостей технології Doom 3 є:
- Об'єднане освітлення і тіні
- Комплексні анімації і скрипти, які можуть похвалитися повністю динамічним попіксельним освітленням у реальному часі й стенсильними тінями
- GUI-поверхні, що додають у гру додаткову інтерактивність

Ключовим аспектом графічного рушія Doom 3 стало об'єднане освітлення і тіні. Замість того, щоб вираховувати освітленість об'єктів і текстур світлом під час створення карти і зберігати цю інформацію в даних карти, більша частина джерел освітлення вираховується «на льоту», в реальному часі під час гри. Це дозволяє джерелам світла відкидати тіні навіть на нестатичні об'єкти, такі як монстри або механізми, що було неможливо зі статичними картами освітлення. Недоліком цього підходу є нездатність рушія відображати м'які тіні і глобальну освітленість.
Щоб створити більш фільмоподібну атмосферу, id вставила в процес гри багато анімованих роликів на рушії гри, що показують монстрів, які нападають на гравця із засідки або просто скрадаються поруч.
Щоб збільшити інтерактивність із ігровим світом, id розробила сотні анімованих екранів для комп'ютерів у грі. Замість використання простої кнопки «використати», приціл перетворюється на вказівник при наведенні на екран такого дисплея, дозволяючи гравцеві таким чином натискати на окремі кнопки на цьому екрані.
Іншими важливими особливостями Doom 3 були normal mapping and specular highlighting of textures, реалістична обробка фізики об'єктів, dynamic, ambient soundtrack і багатоканальний звук.
Розробка гри тривала 4 роки. У 2001 році вона була вперше показана широкій публіці на виставці MacWorld Expo в Токіо, далі була продемонстрована на E3 в 2002 році, де 15-хвилинне демо, що показує геймплей, було показано в невеликому кінотеатрі. Воно здобуло п'ять нагород на E3 того року. Незабаром після E3 альфа-версія гри випадково була розміщена на одному з дисків, виданих ATI Technologies для демонстрації здатностей своїх відеокарт і швидко розповсюдилася Інтернетом (через цей витік id розірвала партнерські відносини з ATI й обрала своїм партнером конкурента ATI, nVidia). Гра була також представлена й на наступних виставках E3 в 2003 та 2004 роках, хоча на сайті id Software не було відомостей про проект Doom 3 до осені 2003 року. Згідно з деякими коментарями Джона Кармак, розробка зайняла більше часу, ніж очікувалося. Спочатку планувалося випустити гру в той же час, що й дві інші очікувані ігри, Halo 2 і Half-Life 2 , на Різдво 2003 року. Однак жодна з цих ігор не була випущена вчасно, до Різдва.
Розробка Doom 3 була завершена 14 липня 2004 року, а наступного дня, 15 липня, 2004 року, прийшло підтвердження про видання версії для Mac OS X. Doom 3 була видана в США 3 серпня 2004 року. На додаток до цього, 4 жовтня 2004 року була видана версія для GNU / Linux. Опівночі, в день випуску гру почали продавати в обраних магазинах. Гра була випущена для інших країн 13 серпня 2004 року (крім Росії та інших країн колишнього СРСР, де офіційна локалізація була затримана приблизно на 4 місяці, до 10 грудня 2004 року).
За два дні до офіційного видання Doom 3 була нелегально видана сторонніми групами в Internet, де вона стала, можливо, найшвидше нелегально поширюваною грою всіх часів. Оскільки гра була зорієнтована на однокористувацький режим, необхідність уведення серійного номера для гри в багатокористувацькому режимі слабко стримувала нелегальне розповсюдження гри. Іншими факторами, що зробили сильний вплив на нелегальне розповсюдження, були довге очікування Doom 3 і затримка видання гри за межами США.

## Системні вимоги
Будучи на той момент грою з передовим графічним рушієм, Doom 3 мала досить високі вимоги до системи. Навіть під час розробки очікувалося, що рекомендованими відеокартами будуть ті, які підтримують функції DirectX 8, наприклад такі, як Radeon 8500/9000 і GeForce 3 (коли починалася розробка Doom 3 в 2001 році), але ближче до моменту випуску ці карти відповідали тільки майже мінімальним вимогам. Ранні джерела вказували, що в грі повинна була бути присутнім legacy-підтримка для широко розповсюдженої технології DirectX 7, яка використовується у відкритих, таких як Radeon 7200 і GeForce 2, але до моменту випуску GeForce 4 MX був єдиним з офіційно підтримуваних чипів, що використовують старішу технологію DirectX 7.
На різних сайтах, які пишуть огляди до ігор, згадувалося, що мінімально рекомендований процесор з частотою 1.5 ГГц разом з відеокартою GeForce 2 MX забезпечував задовільну якість гри (приблизно 20 кадрів за секунду за низької роздільної здатності). Версія для Macintosh запускається задовільно навіть на 1.25 ГГц G4 PowerBook з графічним процесором NVIDIA GeForce FX Go5200.
Однак, щоб повністю використати можливості ігрового рушія, було потрібно новіше обладнання. Потужний CPU часу 2004 року в парі з відеокартою GeForce 7800 або ATI Radeon X1800 показують понад 100 кадрів за секунду при роздільній здатності 1024x768.
Хоча на коробці з грою зазначено, що 384 МБ оперативної пам'яті достатньо для запуску ігор, рекомендувалася наявність 1 Гб ОЗУ. Використання 512 МБ оперативної пам'яті або менше змушувало гру гальмувати на помітні проміжки часу при вході в нові кімнати, через завантаження текстур в обмежену пам'ять. Цього, звичайно, можна було уникнути шляхом зменшення розміру текстур до середнього, що було рекомендовано для відеокарт з 128 МБ відеопам'яті в будь-якому випадку, і встановлення низької роздільної здатності екрана — 800 × 600 або навіть 640 × 480. Можливо, але з труднощами, домогтися м'якого геймплею при 1024 × 768 зі ступенем деталізації, встановленої на параметр «висока», з 512 МБ оперативної пам'яті.

## Суперечка через патенти на програмне забезпечення
За тиждень до релізу стало відомо, що між id Software і виробником аудіотехніки та звукових карт для комп'ютерів Creative Labs було укладено угоду про аудіо-технологію, що міститься в Doom 3, на що сильно вплинув програмний патент, правом на який володіла Creative. Патент стосувався не аудіо-, а візуальної частини гри — технології рендеринга тіней під назвою Carmack's Reverse, яка була розроблена незалежно один від одного і Джоном Кармак, і програмістами Creative Labs. Якби id Software використовувала цю технологію без дозволу у своїй грі, вона б могла потрапити під судове переслідування, і тому id Software погодилася ліцензувати аудіо-технології Creative Labs в обмін на відмову від переслідування в суді.

## Вебінтеграція
Незабаром після оголошення про початок розробки Doom 3, було відкрито промо-вебсайт, який служив сторінкою вигаданої корпорації, що працює в грі на Марсі. До моменту виходу гри, сайт служив «тизером»; пізніше був доданий лічильник, що відраховував час до запуску гри. Також перед випуском гри був запущений сайт компанії Martian Buddy, вигаданої корпорації, згаданої в грі. На цьому сайті можна знайти код для шаф у грі, випущених цією компанією.
Деякі інші розробники ігор також створювали в минулому сайти вигаданих компаній, присутніх в іграх. Наприклад Rockstar Games створювала сайти для більшості компаній, згаданих у внутрішньоігровому радіо в  Grand Theft Auto .

## GNU / Linux
Doom 3 продовжила традицію створення компанією id Software GNU/Linux-сумісних ігор. Дуже важливим рішенням компанії став вибір стандарту OpenGL як основної системи відеовиводу, а не Direct3D від компанії Microsoft, API-функції, якого доступні тільки для операційних систем Windows. Запускаються файли для GNU / Linux-версії можуть бути вільно викачані з FTP-сервера id Software [недоступне посилання з червня 2019] або за допомогою BitTorrent.

## Команда розробників
- Джон Кармак (англ. John Carmack) — розробка графічного рушія гри
- Тімоті Бессет (англ. Timothee 'TTimo' Besset) — мережевий код, GtkRadiant, портування на GNU/Linux
- Грем Девін (англ. Graeme Devine) — звуковий рушій
- Сенека Менард (англ. Seneca Menard) — 3D моделі (колишній співробітник DreamWorks)
- Кеннет Скотт (англ. Kenneth Scott) — головний художник
- Фред Нільссон (англ. Fred Nilsson) (працював над Antz та Shrek у кіностудії DreamWorks як аніматор) — анімація
- Джим Доуз (англ. Jim Dose) — розробка штучного інтелекту і скриптових сцен
- Роберт Даффі (англ. Robert Duffy) — головний програміст
- Жан-Поль ван Вавер (англ. Jan Paul van Waveren) — розробка ігрового рушія (фізика)
- Тим Віллітс (англ. Tim Willits) — головний дизайнер
- Адріан Кармак (англ. Adrian Carmack) — художник
- Патрік Даффі (англ. Patrick Duffy) — дизайнер GUI
- Стать Джакуас (англ. Paul Jaquays) — дизайнер рівнів
- Малверн Блеквелл (англ. Malvern Blackwell) — дизайнер рівнів
- Крістіан Анткоу (англ. Christian Antkow) — дизайнер рівнів
- Кевін Клауд (англ. Kevin Cloud) — художник

Частина роботи була зроблена фахівцями ззовні:
- Кріс Вренна (Chris Vrenna) — (один з перших членів групи Nine Inch Nails, що написала музику для Quake ) — музика (Примітка: Трент Резнор припинив участь у створенні гри на півдорозі і його музика і звуки більше не присутні в Doom 3)
- Метью Костелло (Matthew Castello) (письменник-фантаст, який раніше працював над відомими іграми Сьомий гість (The 7th Guest) і Одинадцята година (The 11th Hour)) — (не-в-id) — сценарій гри
- Splash Damage, Ltd. — Компанія, що розробила спільно з Id Software рівні для багатокористувацької ігри.

## Цікаво
- Якщо не посилати сигнал SOS на рівні «Вузол зв'язку», то на рівні «Очисний завод — сектор 2» Бетругер скаже: «Шкода, що ти не викликав підкріплення, але я сам його викликав». Тобто, на ігровий процес вибір не впливає.
- У багатьох монстрів у грі є металеві деталі на тілі (у рожевеньких (pinkies), манкубусів, ревенантів, Саваофа і кібердемона).